# Episodi di Bravo Dick (quinta stagione)
La quinta stagione della serie televisiva Bravo Dick è stata trasmessa in anteprima negli Stati Uniti d'America dalla CBS tra il 29 settembre 1986 e il 13 aprile 1987.
| nº | Titolo originale                        | Titolo italiano | Prima TV USA      | Prima TV Italia |
| -- | --------------------------------------- | --------------- | ----------------- | --------------- |
| 1  | Co-Hostess Twinkie                      |                 | 29 settembre 1986 |                 |
| 2  | Camp Stephanie                          |                 | 6 ottobre 1986    |                 |
| 3  | Dick the Kid                            |                 | 13 ottobre 1986   |                 |
| 4  | High Fidelity                           |                 | 20 ottobre 1986   |                 |
| 5  | Desperately Desiring Susan (Part 1)     |                 | 27 ottobre 1986   |                 |
| 6  | Desperately Desiring Susan (Part 2)     |                 | 3 novembre 1986   |                 |
| 7  | My Two and Only                         |                 | 17 novembre 1986  |                 |
| 8  | Thanksgiving for the Memories           |                 | 24 novembre 1986  |                 |
| 9  | Utley, Can You Spend a Dime?            |                 | 1º dicembre 1986  |                 |
| 10 | Sweet and Sour Charity                  |                 | 8 dicembre 1986   |                 |
| 11 | Everybody Ought to Have a Maid          |                 | 15 dicembre 1986  |                 |
| 12 | Saturday in New York with George        |                 | 22 dicembre 1986  |                 |
| 13 | Love Letters in the Mud                 |                 | 5 gennaio 1987    |                 |
| 14 | The First of the Belles                 |                 | 12 gennaio 1987   |                 |
| 15 | It's My Party and I'll Die If I Want To |                 | 19 gennaio 1987   |                 |
| 16 | Chimes They Are a Changin'              |                 | 26 gennaio 1987   |                 |
| 17 | Unfriendly Persuasion                   |                 | 2 febbraio 1987   |                 |
| 18 | Jail, Jail, the Gang's All Here         |                 | 9 febbraio 1987   |                 |
| 19 | Dr. Jekyll and Mr. Loudon               |                 | 16 febbraio 1987  |                 |
| 20 | Fun with Dick and Joanna                |                 | 23 febbraio 1987  |                 |
| 21 | Night Moves                             |                 | 9 marzo 1987      |                 |
| 22 | Harris Ankles PIV for Web Post          |                 | 16 marzo 1987     |                 |
| 23 | Good-Bye & Good Riddance, Mr. Chips     |                 | 6 aprile 1987     |                 |
| 24 | Much to Do Without Muffin               |                 | 13 aprile 1987    |                 |